# Бадар
Бадар (мкд. Бадар) је насеље у Северној Македонији, у северном делу државе. Бадар припада општини Петровец, која окупља источна предграђа Града Скопља.

## Географија
Бадар је смештен у северном делу Северне Македоније. Од најближег већег града, Скопља, насеље је удаљено 30 km источно.
Насеље Бадар је у оквиру историјске области Блатија, која се обухвата источни део Скопског поља. Насеље је смештено на источном делу поља. Кроз насеље тече река Пчиња, која ту улази у Бадарску клисуру. Западно од насеља издиже се брежуљкаст крај Которци. Надморска висина насеља је приближно 240 метара.
Месна клима је измењена континентална са мањим утицајем Егејског мора (жарка лета).

## Историја
У близини овог села налази се археолошки локалитет Дрма.

## Становништво
Бадар је према последњем попису из 2002. године имао 15 становника.
Већинско становништво у насељу су етнички Македонци (60%), а мањина су Роми (33%). 
Већинска вероисповест је православље, а мањинска ислам.